# مشنية
مشنية هي قرية تقع في منطقة الباحة جنوب غرب المملكة العربية السعودية وتتبع إدارياً لمحافظة المندق.

## نبذة
يحد القرية القرنطه وبيوت الصداق من الشمال والنصباء والحلاة من الجنوب وآل زاهي من الشرق ومن الغرب العنق. يوجد بها سد ترابي يسمى سد مشنية. وكانت تسمى قديماً محبوبة.
يبلغ تعداد أهالي قرية مشنيه أكثر من ألف شخص ذكور وإناث من أصل 40 بيت تقريباً، كما أن تعدادها السكاني في ازدياد. طبيعة الأرض جبلية وتقع بين ثلاث جبال مرتفعة (جبل العبد من الغرب وجبل الصارين من الجنوب وجبل الفرعة من الشرق). في القرية مدرسة ابتدائية للبنين وأخرى للبنات.

## معرض الصور

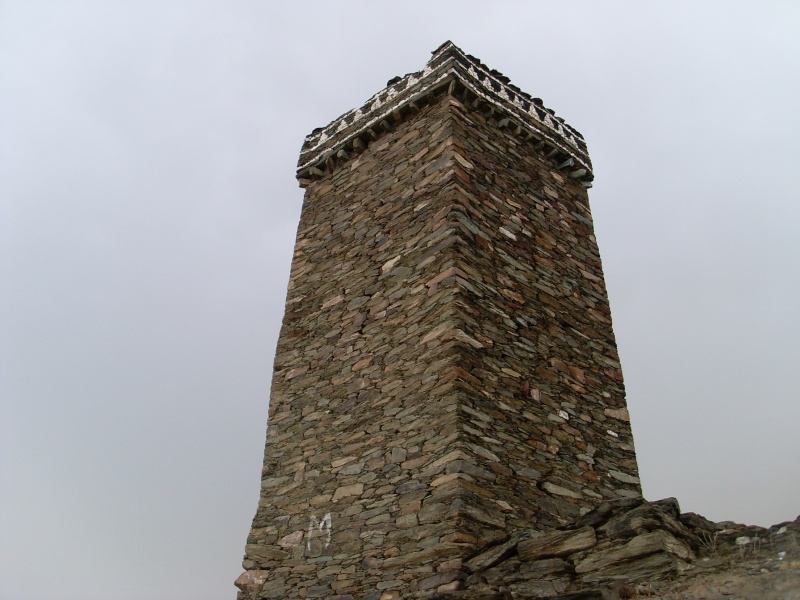
الحصن
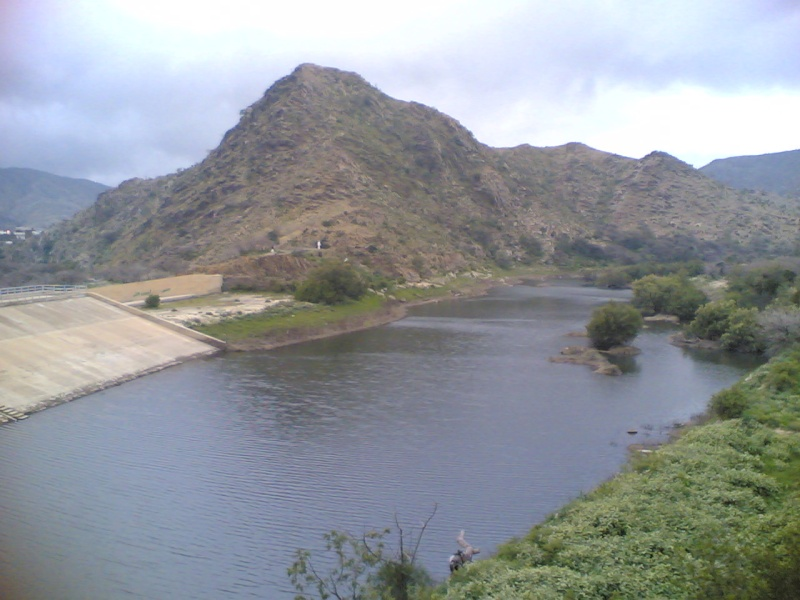
سد مشنية الترابي